# Hindoeïstische filosofie
Hindoeïstische filosofie is de Indische filosofie die zijn oorsprong vindt in de Veda's. Daarbinnen zijn zes darsana's of scholen te onderscheiden, nyaya, vaisheshika, samkhya, yoga, mimamsa en vedanta. Dit zijn de orthodoxe stromingen, de astika, die onderscheiden worden van de nastika, de niet-orthodoxe of heterodoxe filosofieën van charvaka, het boeddhisme en het jaïnisme.

## Upanishads
Binnen de Veda's zijn het vooral de Upanishads waarin een filosofie tot ontwikkeling komt. Waar de vroege Veda's nog drie levensdoelen kennen – trivarga, dharma (normen), artha (rijkdom) en kama (plezier) – werden deze in de Upanishads uitgebreid met moksa tot de caturvarga of purusartha. In plaats van rijkdom en plezier lag de nadruk vanaf nu op het lijden en het ontsnappen aan samsara, de cyclus van dood en wedergeboorte die afhankelijk is van karma.
De Upanishads brachten daarmee een belangrijke revolutie waardoor het belang afnam van de deva's, de vedische goden. Brahman en Atman werden centrale begrippen. Het begrip Brahman had zich ontwikkeld tot het onpersoonlijke Absolute waaruit alles ontstaat, niet gebonden aan tijd (kala), ruimte (desa) en causaliteit (nimitta), dit in tegenstelling tot de goden. Atman had zich ondertussen ontwikkeld tot de diepste zelf. Waar deze ontwikkeling al eerder was begonnen, werd in de Upanishads de conclusie getrokken dat beiden een waren. Elke persoon heeft wel een eigen vorm, maar heeft dezelfde essentie. De echte overkoepelende werkelijkheid is Brahman die zich als Atman manifesteert in mensen. Dit overkoepelende komt ook naar voren in de Maha Upanishad. Onder meer wordt hierin verkondigt Vasudhaiva Kutumbakam, de wereld is één familie:
Alleen kleingeestigen zeggen 'de ene is een familielid, de andere vreemdeling' 
Voor hen die grootmoedig leven, is de hele wereld een familie Maha Upanishad, VI-71-72

## Astika's
Onder druk van de nastika's ontwikkelden de zes scholen zich met daarbij vele subscholen. De opkomst van de niet-orthodoxe scholen dwong het brahmanisme tot vernieuwing. Argumentatie werd daarmee van groot belang, en zo ook taal. Rond deze tijd werkte Panini dan ook aan zijn Ashtadhyayi over Sanskriet grammatica. De ontwikkeling is te volgen in de Upanishads, commentaren op soetra's, het enorme werk Mahabharata en de Manusmriti, de wetten van Manu. Zo ontstonden de zes belangrijkste scholen, vaak in drie paren genoemd:
- nyaya - vaisheshika
- samkhya - yoga
- mimamsa - vedanta

Van deze scholen hebben samkhya, yoga en vedanta de grootste invloed gehad.

### Nyaya
Aksapada Gautama zette in de Nyaya-Soetra's het eerste systeem van logica op met een bijbehorende terminologie. Het lijden komt volgens deze school voort uit verkeerde kennis en het de logica moet dan ook bijdragen aan het bereiken van moksa. De methodologie van deze school werd overgenomen door alle andere Indische scholen, ook de niet-orthodoxe.

### Vaisheshika
Volgens Kanadu in de Vaisheshika-Soetra was de wereld opgebouwd uit paramanu, vergelijkbaar met atomen. Uitgaande van deze theorie werd een beeld geschetst van de natuurlijke wereld en de metafysica, het begrip waarvan uiteindelijk moksa mogelijk moest maken, het streven van elk Indisch systeem. In toenemende mate werd daarbij gebruik gemaakt van de nyaya-logica, zodat beide scholen elkaar steeds meer gingen beïnvloeden.

### Samkhya
De samkhya-school van Kapila heeft een dualistisch karakter en onderscheidt het stoffelijke actieve prakrti en het geestelijke passieve purusa. Daarmee staat het tegenover het monisme van de Upanishads en de vedanta-school. Waar bij de laatste twee de werkelijkheid een illusie is, de maya, werd deze bij samkhya werkelijkheid, de prakrti. Atman werd purusa en gold niet meer als overkoepelend zelf, maar als een verzameling individuen. Daarmee verdween ook de noodzaak tot een godsbegrip.
In de prakrti werken drie krachten of guna's, de lichte goede sattva, de passievolle dynamische noch goede noch slechte rajas en de negatieve apathische tamas. De prakrti omvat niet alleen de stoffelijke wereld, maar ook het denken, voelen en handelen, wat in het Westen meestal tot het geestelijke domein wordt gerekend. Het geheel wordt onderverdeeld in 25 tattva's, waaronder de prakrti, het intellect (buddhi), het ik-bewustzijn (ahamkara), de zintuiglijke vermogens, de rede (vac), de zintuigen en de vijf elementen (mahabhuta) en daar tegenover de purusa.
De drie guna's zijn daarbij verantwoordelijk voor de dynamiek van de cyclus van ontstaan en ondergang. Daarbij is de eenheid van prakrti en purusa slechts een schijnbare eenheid, zoals een kleurloos kristal rood kleurt als er een rode bloem achter gehouden wordt. De weg naar moksa ligt in het inzicht dat de purusa geen deel uitmaakt van de wereld met zijn lijden en dat de prakrti zonder het bewustzijn van de purusa geen lijden voelt.

### Yoga
Yoga met de Yogasoetra's van Patanjali als standaardwerk, heeft sterke metafysische overeenkomsten met samkhya, maar heeft verder vooral een praktische inslag. Afwijkend van samkhya kent yoga wel een persoonlijke god, Ishvara. Deze is evenwel geen scheppende god, aangezien de schepping verklaard wordt door de wisselwerking tussen purusa en prakrti.
De praktische benadering moet leiden tot moksa en dit vergt een combinatie van onthoudingen (yama's), voorschriften (niyama's), meditatie (dhyana) en andere oefeningen, de acht geledingen (ashtanga) van raja-yoga. Hoewel het doel de moksa is, kan het als bijverschijnsel bovennatuurlijke krachten (siddhi) bevorderen.

### Mimamsa
De mimamsa-school stond voor een terugkeer naar de vroege Veda's en ontwikkelde daartoe de vedische hermeneutiek. De Upanishads werd hierbij gezien als ondergeschikt aan de Samhita's en vooral de Brahmana's. Het hechtte daarbij grote waarde aan de daarbij behorende rituelen waarmee de aard van dharma, de morele plichten, onderzocht moet worden. Daartoe kunnen alle pramana's gebruikt worden.

### Vedanta
Waar mimamsa terugkeerde naar de vroege Veda's, gaat vedanta terug naar de Upanishads, wat ook de naam verklaard, die staat voor 'het einde van de Veda's '. Naast de Upanishads gelden de Brahmasoetra's en de Bhagavad Gita – samen de Prasthanatrayi genoemd, de drie bronnen – als de grondslag van vedanta.

#### Advaita
Binnen vedanta zijn weer verschillende stromingen, waaronder advaita. De belangrijkste filosoof van deze stroming is Shankara. A-dvaita (niet-tweeheid) wijst daarbij op non-dualisme, het een-zijn van Brahman en Atman. Shankara stelde daarbij de kentheoretische vraag in hoeverre deze werkelijkheid te kennen is. De Indiase kentheorie, de pramana, geeft daarbij zes mogelijkheden. Volgens Shankara kan Brahman niet door waarneming (pratyaksa) of gevolgtrekking (anumana) doorgrond worden, al lijkt dat wel zo door de maya, de uiterlijke schijn. Die pramana's zijn slechts nuttig voor empirische kennis. Ware kennis (vidya) kan echter wel bereikt worden door de openbaring van de Veda's en dan vooral de Upanishads.
De Upanishads en vooral de oudere Veda's verkondigen echter niet slechts monistische standpunten, maar ook pluralistische. Zo worden er wezens beschreven die verschillen van Brahman. Om dit conflict op te lossen, maakte Shankara gebruik van een tweevoudige waarheid vergelijkbaar met die van de boeddhistische Nagarjuna. Bij Shankara zijn dit paramartha, de absolute waarheid, en vyavahara, de praktische waarheid. Daarnaast is er nog pratibhasika, de schijnbare waarheid.
De praktische uitvoering is jnana-yoga met zijn viervoudige praktijken:
- viveka, het onderscheid tussen het eeuwige en het tijdelijke
- vairagya, bevrijding van alle passie
- shad-sampat, de zes deugden:
  - sama, gemoedsrust
  - dama, zelfbeheersing
  - uparati, afzien van zinsgenot
  - titiksa, verdraagzaamheid
  - sraddha, geloof
  - samadhana, concentratie
- mumukshutva, intens verlangen naar moksa

#### Vishishtadvaita
Naast advaita is vishishtadvaita van Ramanuja een belangrijke stroming die zich onderscheidt doordat het alleen bhakti-yoga als weg naar moksa beschouwd.

#### Dvaita
De dvaita-school (tweeheid) van Madhva gaat juist uit van het dualisme. De god Vishnoe is het ultieme Zelf en daarnaast bestaan de individuele zielen (jiva of jiva-atman).

#### Dvaitadvaita
De dvaitadvaita-school (tweeheid in niet-tweeheid) van Nimbarka ziet god in alles op aarde, maar ziet tegelijkertijd de zielen en materie niet zoals Ramanuja als kwaliteiten van god. Ze zijn echter wel afhankelijk van hem.
| Pramana                                                 | Nyaya | Vaisheshika | Samkhya | Yoga | Mimamsa | Vedanta | Charvaka | Boeddhisme | Jaïnisme |
| ------------------------------------------------------- | ----- | ----------- | ------- | ---- | ------- | ------- | -------- | ---------- | -------- |
| Waarneming Pratyaksa                                    | X     | X           | X       | X    | X       | X       | X        | X          | X        |
| Gevolgtrekking Anumana                                  | X     | X           | X       | X    | X       | X       |          | X          | X        |
| Vergelijking en analogie Upamana                        | X     |             |         |      | X       | X       |          |            |          |
| Afleiding uit omstandigheden Arthapatti                 |       |             |         |      | X       | X       |          |            |          |
| Afwezigheid van waarneming/ negatief bewijs Anupalabdhi |       |             |         |      | X       | X       |          |            |          |
| Getuigenis van expert Sabda                             | X     |             | X       | X    | X       | X       |          |            | X        |